# Лобковский, Леопольд Исаевич
Леопольд Исаевич Лобковский (род. 26 марта 1948, Москва) — советский и российский геолог, геофизик и математик, специалист в области морской геофизики и геодинамики, академик РАН (2019).

## Биография
Родился 26 марта 1948 года в Москве.
В 1972 году окончил механико-математический факультет МГУ, специализировался по кафедре аэромеханики, научный руководитель В. П. Мясников.
Работал в лаборатории математической геологии, группа сейсмостратиграфии, Геологического института, под руководством Ю. Г. Леонова.
В 1975 году окончил аспирантуру Института океанологии АН СССР. Защитил кандидатскую диссертацию по теме «Геомеханическая модель зон субдукции».
В 1985 году защитил докторскую диссертацию по теме «Характер геодинамических процессов, геофизических полей и сейсмичности в зонах спрединга и субдукции».
С 1993 года — заместитель директора института по геологическому направлению.
С 1994 года — заведующий лабораторией сейсмологии и геодинамики.
Изучает применение методов механики сплошной среды в геологии, геофизике, геодинамике и океанологии. Создал новую концепцию двухъярусной тектоники плит. Разработал количественную модель циклов цунамигенных землетрясений, она стала механико-математической основой для их объяснения и прогноза.
В 2008 году был избран членом-корреспондентом РАН.
Организовал комплексные исследования по освоению углеводородных ресурсов морского шельфа России.
Создал Каспийский филиал Института океанологии РАН в Астрахани для комплексных исследований Каспийского моря и научного сопровождения нефтегазовых проектов.
В 2019 году был избран академиком РАН. В 2023 году высказывал сомнения «в антропогенной гипотезе» глобального потепления («никто не знает, какова на самом деле реальность происходящих событий»).

## Награды
- Премия имени И. М. Губкина (совместно с Забанбарк, Алие, за 2022 год) — за монографию «Геологическое строение и нефтегазоносность современных и древних континентальных окраин Атлантического океана»
- Почётная грамота Президента Российской Федерации (5 февраля 2024 года) — за заслуги в развитии отечественной науки, многолетнюю плодотворную деятельность и в связи с 300-летием со дня основания Российской академии наук[3]